# Мазо, Соломон Самойлович
Соломон Самойлович Мазо (7 июня 1900, Двинск, Витебская губерния, Российская империя — 4 июля 1937, Харьков, СССР) — сотрудник ЧК-ОГПУ-НКВД СССР, комиссар государственной безопасности 3-го ранга (1935). Начальник Управления НКВД Харьковской области.

## Биография

### Ранние годы
Родился 7 июня 1900 года в еврейской семье комиссионера-посредника Шмуила Шмерковича Мазо (из Борисова) и Сары-Мины Нисоновны Бешкин. Окончил гимназию, учился на юридических факультетах Харьковского университета (1918) и Высшей военной школы РККА (Москва, 1920).
Давал частные уроки в Харькове с 1916 по 1918 год, затем кассир-конторщик в частных конторах Харькова в 1917 года. В РКП(б) с февраля 1919 года. Сотрудник отдела личного состава Харьковского уездного совнархоза с января 1919 года. Служил в Коммунистическом отряде ОСНАЗ с июля по август 1919 года, потом эвакуировался в Киев, после чего перебрался в Москву. Становится секретарём газеты Уральского областного бюро Высшего совета народного хозяйства в Екатеринбурге (сентябрь — октябрь 1919).

### РККА
В РККА рядовой 5-го полка запасной армии с ноября 1919 по февраль 1920 года, затем сотрудник ПУР Харьковского военного округа и политического отдела в Донбассе с сентября 1920 по апрель 1921 года.

### ВЧК-ОГПУ-НКВД
В органах ВЧК с 1921 года — сотрудник ЭКО, СО[уточнить], начальник Отдела политического контроля Харьковской губернской ЧК (впоследствии городского отдела ГПУ). С 1923 года в ГПУ УССР — секретарь партийной ячейки, начальник отдела политического контроля ГПУ УССР (1923—1924), помощник начальника (с 1926) и начальник ЭКУ — ЭКО УГБ НКВД УССР. С октября 1936 года — начальник УНКВД Харьковской области.

### Самоубийство
Застрелился в своём служебном кабинете в Харькове 4 июля 1937 года (оставил предсмертную записку: «Товарищи, опомнитесь! Куда ведёт такая линия арестов и выбивания из обвиняемых сведений?»).
На Пленуме ЦК КП(б)У в июле 1937 года был выведен из кандидатов в члены ЦК «как недостойный» и посмертно исключён из партии. Посмертно восстановлен в КПСС 21 января 1958 года.

## Награды
- орден Красного Знамени (3 апреля 1930)
- два знака «Почётный работник ВЧК-ГПУ» (№ 465 от 1928 и 4 февраля 1933).